# 1 500 mètres féminin aux championnats du monde d'athlétisme 2011
Navigation
Berlin 2009 Moscou 2013
L'épreuve du 1 500 mètres féminin des championnats du monde de 2011 s'est déroulée du 30 août au 3 septembre 2011 dans le Stade de Daegu en Corée du Sud. Elle est remportée par l'Américaine Jennifer Barringer.
L'ukrainienne Nataliya Tobias, initialement neuvième de la finale, a été disqualifiée pour dopage à la suite d'analyses complémentaires menées sur les échantillons antidopage qu'elle avait fourni à Daegu.  

## Critères de qualification
Pour se qualifier pour les Championnats (minima A), il fallait avoir réalisé moins de 4 min 05 s 90 entre le 1er octobre 2010 et le 15 août 2011. Le minima B est de 4 min 08 s 90.

## Records et performances

### Records
Les records du 1 500 m femmes (mondial, des championnats et par continent) étaient avant les championnats 2011 les suivants.
| Record                    | Athlète           | Pays             | Temps         | Lieu               | Date              |
| ------------------------- | ----------------- | ---------------- | ------------- | ------------------ | ----------------- |
| Record du monde           | Qu Yunxia         | Chine            | 3 min 50 s 46 | Pékin, Chine       | 11 septembre 1993 |
| Record des championnats   | Tatyana Tomashova | Russie           | 3 min 58 s 52 | Paris, France      | 31 août 2003      |
| Record d'Afrique          | Hassiba Boulmerka | Algérie          | 3 min 55 s 30 | Barcelone, Espagne | 8 août 1992       |
| Record d'Asie             | Qu Yunxia         | Chine            | 3 min 50 s 46 | Beijing, Chine     | 11 septembre 1993 |
| Record d'Amérique du Nord | Mary Slaney       | États-Unis       | 3 min 57 s 12 | Stockholm, Suède   | 26 juillet 1983   |
| Record d'Amérique du Sud  | Letitia Vriesde   | Suriname         | 4 min 05 s 67 | Tokyo, Japon       | 31 août 1991      |
| Record d'Europe           | Tatyana Kazankina | Union soviétique | 3 min 52 s 47 | Zurich, Suisse     | 13 août 1980      |
| Record d'Océanie          | Sarah Jamieson    | Australie        | 4 min 00 s 93 | Stockholm, Suède   | 25 juillet 2006   |

### Meilleures performances de l'année 2011
Les dix athlètes les plus rapides de l'année sont, avant les championnats (au 14 août 2011), les suivants.
|    | Athlète                | Pays        | Temps         | Date            |
| -- | ---------------------- | ----------- | ------------- | --------------- |
| 1  | Maryam Yusuf Jamal     | Bahreïn     | 4 min 00 s 33 | 29 mai 2011     |
| 2  | Kalkidan Gezahegne     | Éthiopie    | 4 min 00 s 97 | 29 mai 2011     |
| 3  | Ekaterina Gorbunova    | Russie      | 4 min 01 s 02 | 22 juillet 2011 |
| 4  | Btissam Lakhouad       | Maroc       | 4 min 01 s 09 | 22 juillet 2011 |
| 5  | Siham Hilali           | Maroc       | 4 min 01 s 33 | 29 mai 2011     |
| 6  | Natalia Rodríguez      | Espagne     | 4 min 01 s 50 | 22 juillet 2011 |
| 7  | Morgan Uceny           | États-Unis  | 4 min 01 s 51 | 22 juillet 2011 |
| 8  | Yekaterina Martynova   | Russie      | 4 min 01 s 68 | 24 juillet 2011 |
| 9  | Yekaterina Kostetskaya | Russie      | 4 min 01 s 77 | 24 juillet 2011 |
| 10 | Hannah England         | Royaume-Uni | 4 min 01 s 89 | 22 juillet 2011 |

## Résultats

### Finale
| Rang               | Athlète                | Temps         | Notes |
| ------------------ | ---------------------- | ------------- | ----- |
| Médaille d'or      | Jennifer Barringer     | 4 min 05 s 40 |       |
| Médaille d'argent  | Hannah England         | 4 min 05 s 68 |       |
| Médaille de bronze | Natalia Rodríguez      | 4 min 05 s 87 |       |
| 4                  | Btissam Lakhouad       | 4 min 06 s 18 |       |
| 5                  | Kalkidan Gezahegne     | 4 min 06 s 42 |       |
| 6                  | Ingvill Måkestad Bovim | 4 min 06 s 85 |       |
| 7                  | Mimi Belete            | 4 min 07 s 60 |       |
| 8                  | Tugba Karakaya         | 4 min 08 s 14 |       |
| 9                  | Morgan Uceny           | 4 min 19 s 71 |       |
| 10                 | Hellen Onsando Obiri   | 4 min 20 s 23 |       |
| 11                 | Maryam Yusuf Jamal     | 4 min 22 s 67 |       |
|                    | Nataliya Tobias        | 4 min 08 s 68 | DQ    |

### Demi-finales
Les cinq premières athlètes de chaque course plus les deux meilleurs temps se qualifient pour la finale.
| Rang | Athlète             | Temps           |
| ---- | ------------------- | --------------- |
| 1    | Tugba Karakaya      | 4 min 08 s 58 Q |
| 2    | Hellen Obiri        | 4 min 08 s 93 Q |
| 3    | Kalkidan Gezahegne  | 4 min 08 s 96 Q |
| 4    | Maryam Yusuf Jamal  | 4 min 08 s 96 Q |
| 5    | Morgan Uceny        | 4 min 09 s 03 Q |
| 6    | Nuria Fernández     | 4 min 09 s 53   |
| 7    | Siham Hilali        | 4 min 09 s 64   |
| —    | Anna Mishchenko     | DQ              |
| —    | Olesya Syreva       | DQ              |
| 8    | Kaila McKnight      | 4 min 10 s 83   |
| 9    | Renata Plis         | 4 min 11 s 12   |
| 10   | Shannon Rowbury     | 4 min 11 s 49   |
| —    | Nataliya Evdokimova | DQ              |

| Rang | Athlète                | Temps           |
| ---- | ---------------------- | --------------- |
| 1    | Natalia Rodríguez      | 4 min 07 s 88 Q |
| 2    | Jennifer Barringer     | 4 min 07 s 90 Q |
| —    | Nataliya Tobias        | DQ              |
| 3    | Ingvill Måkestad Bovim | 4 min 08 s 03 Q |
| 4    | Btissam Lakhouad       | 4 min 08 s 10 Q |
| 5    | Hannah England         | 4 min 08 s 31 q |
| 6    | Mimi Belete            | 4 min 08 s 42 q |
| 7    | Viola Kibiwot          | 4 min 08 s 64   |
| —    | Yekaterina Martynova   | DQ              |
| —    | Aslı Çakır             | DQ              |
| 8    | Nancy Langat           | 4 min 12 s 92   |
|      | Gelete Burka           | DNF             |

### Séries
Les six premiers de chaque série (Q) et les six meilleurs temps (q) se qualifient pour les demi-finales.
| Rang | Athlète              | Temps              |
| ---- | -------------------- | ------------------ |
| 1    | Hannah England       | 4 min 13 s 45 Q    |
| 2    | Mimi Belete          | 4 min 13 s 50 Q    |
| 3    | Siham Hilali         | 4 min 13 s 59 Q    |
| —    | Nataliya Evdokimova  | DQ                 |
| 4    | Nancy Jebet Langat   | 4 min 14 s 37 Q    |
| 5    | Shannon Rowbury      | 4 min 14 s 43 Q    |
| 6    | Kalkidan Gezahegne   | 4 min 14 s 45 q    |
| 7    | Isabel Macías        | 4 min 14 s 75      |
| —    | Anzhelika Shevchenko | DQ                 |
| 8    | Tandiwe Nyathi       | 4 min 32 s 79 (PB) |
| 9    | Nikki Hamblin        | 4 min 36 s 70      |

| Rang | Athlète                    | Temps              |
| ---- | -------------------------- | ------------------ |
| 1    | Tugba Karakaya             | 4 min 10 s 38 Q    |
| 2    | Btissam Lakhouad           | 4 min 10 s 71 Q    |
| 3    | Viola Jelagat Kibiwot      | 4 min 10 s 74 Q    |
| 4    | Natalia Rodríguez          | 4 min 10 s 76 Q    |
| 5    | Jennifer Barringer Simpson | 4 min 10 s 84 Q    |
| —    | Nataliya Tobias            | DQ                 |
| —    | Olesya Syreva              | DQ                 |
| —    | Natallia Kareiva           | DQ                 |
| 6    | Genzeb Shumi               | 4 min 12 s 32      |
| 7    | Meskerem Assefa            | 4 min 12 s 43      |
| 8    | Lisa Dobriskey             | 4 min 12 s 70      |
| 9    | Gladys Landaverde          | 4 min 28 s 50 (SB) |

| Rang | Athlète                | Temps                |
| ---- | ---------------------- | -------------------- |
| 1    | Maryam Yusuf Jamal     | 4 min 07 s 04 Q      |
| 2    | Nuria Fernández        | 4 min 07 s 29 Q      |
| 3    | Morgan Uceny           | 4 min 07 s 43 Q      |
| 4    | Hellen Onsando Obiri   | 4 min 07 s 59 (PB) Q |
| —    | Yekaterina Martynova   | DQ                   |
| 5    | Gelete Burka           | 4 min 07 s 91 Q      |
| —    | Aslı Çakır             | DQ                   |
| 6    | Ingvill Måkestad Bovim | 4 min 08 s 26 q      |
| 7    | Kaila McKnight         | 4 min 08 s 74 q      |
| 8    | Renata Plis            | 4 min 08 s 83 q      |
| 9    | Anna Mishchenko        | 4 min 09 s 02 q      |
| 10   | Malika Akkaoui         | 4 min 14 s 79        |

## Légende
Records et Performances
- AR : Record continental (area record)
- CR : Record des championnats (championship record)
- MR : Record du meeting (meet record)
- NR : Record national (national record)
- OR : Record olympique (olympic record)
- PR : Record paralympique (paralympic record)
- PB : Record personnel (personal best)
- SB : Meilleure performance personnelle de la saison (season's best)
- WL : Meilleure performance mondiale de l'année (world leader)
- WJR : Record du monde junior (world junior record)
- WR : Record du monde (world record)

Circonstances et Conditions
- DNF : N'a pas terminé (did not finish)
- DNS : N'a pas pris le départ (did not start)
- DQ : Disqualification (disqualification)
- NM : Aucun essai valable enregistré (No Mark)
- Q : Qualifié « directement » au prochain tour (ou à la prochaine compétition), lors d'une compétition majeure, grâce au classement ou à la réalisation des minima (automatic qualifier)
- q : Qualifié au prochain tour (ou à la prochaine compétition), lors d'une compétition majeure, grâce au repêchage ou à la réalisation de l'une des meilleures performances parmi celles des « non qualifiés directement » (grâce au meilleur temps ou à la meilleure distance par exemple) (secondary qualifier)